# Ханс Гюнтер Вернер фон дер Шуленбург
Ханс Гюнтер Вернер фон дер Шуленбург (на немски: Hans Günther Werner Graf von der Schulenburg; * 17 февруари 1777; † 14 октомври 1806, Ауерщед) е граф от „клона Волфсбург“ на клон Бетцендорф на благородническия род фон дер Шуленбург.

## Произход
Той е най-малкият син на дворцовия маршал в пруския двор при Фридрих Велики граф Гебхард Вернер фон дер Шуленбург (1722 – 1788) и съпругата му София Шарлота фон Велтхайм (1735 – 1793), дъщеря на Фридрих Август фон Велтхайм (1709 – 1775) и фрайин Мария Анна Катарина Камейтски фон Елстиборс (1709 – 1760).
Ханс Гюнтер Вернер фон дер Шуленбург е убит на 14 октомври 1806 г. в битката при Ауерщед. Вдовицата му фрайин Каролина Якобина София фон Фризен става главна дворцова майстерка на великата херцогиня на Ваймар.

## Фамилия
Ханс Гюнтер Вернер фон дер Шуленбург се жени на 10 юни 1802 г. за фрайин Каролина Якобина София фон Фризен (* 7 октомври 1781, Рьота; † 31 май 1857), дъщеря на фрайхер Йохан Георг Фридрих фон Фризен (1757 – 1824) и първата му съпруга Йохана Фридрика Луиза Каролина фон Крозигк. Нейният баща Йохан Георг Фридрих фон Фризен е женен втори път на 27 юли 1783 г. във Волфсбург за сестра му Юлиана Каролина фон дер Шуленбург (1764 – 1803) и те имат 11 деца.
Ханс Гюнтер Вернер и Каролина Якобина София имат две деца:
- Вернер Фридрих фон дер Шуленбург (* 30 юли 1803), женен за Августа Ернестина фон Шлайниц; имат три сина
- Анна Каролина фон дер Шуленбург (* 17 ноември 1804, Волфсбург; † 1 януари 1886, Берлин), омъжена на 4 август 1830 г. за граф Адолф Хайнрих фон Арним-Бойценбург (* 10 април 1803, Берлин; † 8 януари 1868, Бойценбург); имат 10 деца